# Шнейдер, Ортанс
Ортанс Шнейдер, также Гортензия Шнейдер, настоящее имя Катрин-Жанна или Каролина-Жанна Шнейдер (фр. Hortense Schneider; 30 апреля 1833, Бордо — 6 мая 1920, Париж) — французская артистка оперетты, известная своими ролями в опереттах Оффенбаха. Ряд заглавных партий композитор создал специально для неё.

## Биография
Ортанс Шнейдер родилась 30 апреля 1833 года в Бордо. Она была дочерью немецкого ремесленника, жившего во Франции. Пению училась в Бордо у Шафнера. В пятнадцатилетнем возрасте Ортанс начала выступать на театральной сцене в родном городе, играя в водевилях. Профессиональный дебют состоялся в 1853 году в Ажене, в роли Инессы в «Фаворитке» Доницетти. Впоследствии она выступала в Ажене в разных амплуа, от инженю до первых любовниц.
Благодаря актёру Жану-Франсуа Бертелье состоялось знакомство актрисы с Жаком Оффенбахом, и 31 августа 1855 года Ортанс Шнейдер дебютировала в Париже, на сцене театра Буфф-Паризьен, в его «Скрипаче» . В следующем году она пела в «Тром-аль-Касаре» и «Розе из Сен-Флура» Оффенбаха, а также в «Куклах Виолетты» Адана.
В 1858 году родился её единственный сын — вероятно, от связи с герцогом Грамоном-Кадруссом. Ребёнок рос болезненным и слабым, к тому же оказался умственно отсталым, и Ортанс много времени тратила на уход за ним. В 1919 году он умер; мать ненадолго пережила его.

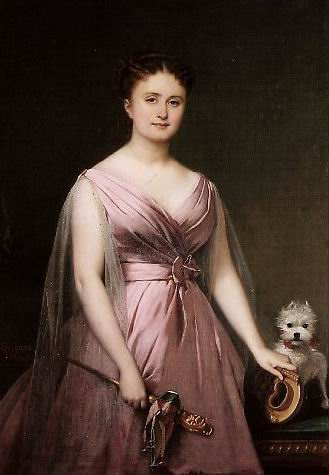
Алексис-Жозеф Периньон. Портрет Ортанс Шнейдер. 1868

Успех, который Шнейдер имела у парижской публики, принёс ей ангажементы в Театре варьете (Théâtre des Variétés) и, позднее, в Театре Пале-Рояль, где с 1858 по 1864 год она пела в водевилях, комедиях и мелодрамах. В 1864 году, по настоянию Оффенбаха, она вернулась в Театр варьете, где стала исполнительницей заглавной роли в «Прекрасной Елене». За ней последовали партии в «Синей бороде» (1866), «Герцогине Герольштейнской» (1867) и «Периколе» (1868). Выступления Шнейдер, отличавшиеся блеском и динамичностью, собирали огромное количество зрителей, включая коронованных особ. Ей преподносили подарки короли Баварии, Португалии, Швеции, вице-король Египта, английский принц и русский император. Во время Всемирной выставки 1867 года в Париже её номера служили для привлечения фешенебельной публики. В «Истории западноевропейского театра» Г. Н. Бояджиева искусству актрисы даётся следующая характеристика: «Шнейдер… смогла с большим тактом, в яркой и смелой форме передать „философию“ оперетты, сводившуюся к проповеди гедонизма, лёгкого отношения к жизни, к призыву пользоваться радостями жизни, не стесняясь законами морали».

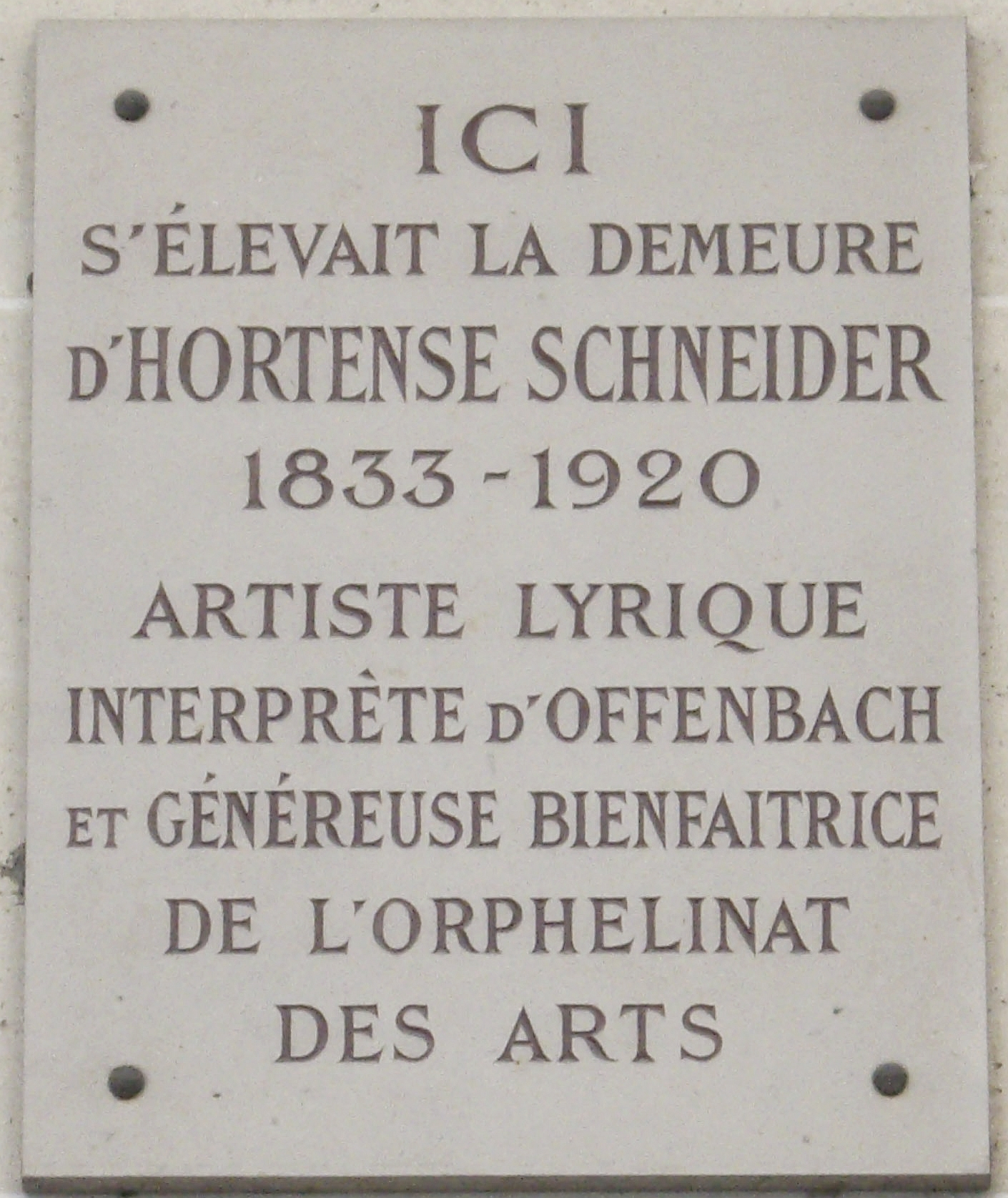
Памятная доска в Париже на авеню Версаль, где находился дом Ортанс Шнейдер

На пике славы Ортанс Шнейдер совершила гастрольные туры в Лондон, Дублин, Глазго и другие города. Так, в 1869 году она 96 раз выступала на различных сценах Великобритании. Зимой 1871—1872 года Ортанс Шнейдер побывала с гастролями в Санкт-Петербурге, где выступала в Театре Буфф. Она имела огромный успех, не в последнюю очередь благодаря подчёркнутому эротизму своего сценического образа, который просвещённой публике представлялся вульгарным. В частности, Ортанс Шнейдер стала объектом сатиры М. Е. Салтыкова-Щедрина, не любившего оперетту и высмеивавшего её поклонников. В своём «Дневнике провинциала» он писал: «…я, несмотря на то что передо мной потрясала бедрами сама Шнейдерша, в каких-нибудь десять дней ощутил такую сытость, что хоть повеситься» — признавая, впрочем, талантливость актрисы. В 1873 году Шнейдер также выступала в Екатеринославе, где привлекла к себе внимание не только публики, но и местной Лиги нравственности, которая сочла её выступления недопустимо эротичными.

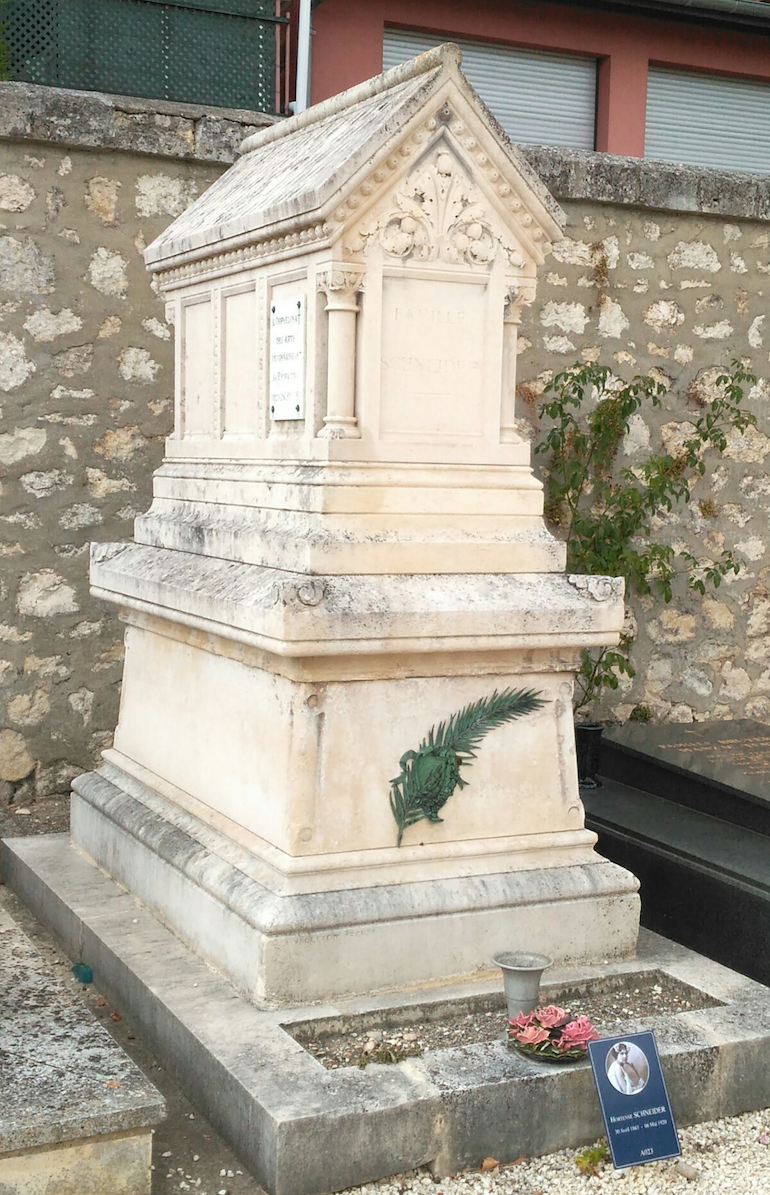
Могила Ортанс Шнейдер в Бордо

Актриса обладала непростым характером, что заставляло её неоднократно объявлять об уходе со сцены и вновь возвращаться. После того как её выступление в оффенбаховской «Диве» не вызвало привычного восторга публики, Шнейдер отказалась выступать в написанной специально для неё партии в его «Разбойниках» и покинула Театр Варьете. Лишь через несколько лет она согласилась выступить в своей старой партии в «Периколе», а также в новой оперетте «Состоятельная булочница». Тем не менее накануне премьеры Шнейдер приняла решение не выходить на сцену. Последней её ролью стала заглавная партия в «Прекрасной курочке» Эрве. Поскольку в отзывах критики последовали нелестные намёки на возраст актрисы, Шнейдер решила окончательно расстаться с театром и больше не выступала на сцене. В 1881 году она вышла замуж. Последние годы жизни Шнейдер провела в своём парижском особняке, не появляясь на публике. Она умерла в Париже 6 мая 1920 года и была похоронена на протестантском кладбище в Бордо.
С именем Ортанс Шнейдер связано становление французской классической оперетты. Она обладала красивым гибким голосом, блестящей вокальной техникой и выразительной дикцией. Кроме того, ей были присущи яркий темперамент и комедийный талант. Однако своей широкой популярностью Шнейдер была обязана не только своему голосу и актёрскому мастерству, но также внешней красоте и скандальной личной жизни.
В 1950 году был снят фильм «Парижский вальс» (Valse de Paris) с Ивонн Прентан в главной роли. Главная героиня носит имя Ортанс Шнейдер; по сюжету ей приписывается роман с Оффенбахом. В венгерском фильме «Offenbach» 1920 года роль Шнейдер исполнила Юси Лабасс (венг. Juci Lábass). Образ актрисы также неоднократно воплощался на театральной сцене.

## Комментарии
1. ↑  В большинстве источников приводится эта дата[3][5], однако встречается также 5 мая[6], а в Grove Music Online годом смерти указан 1922[4].